# Tai Hsuan-An

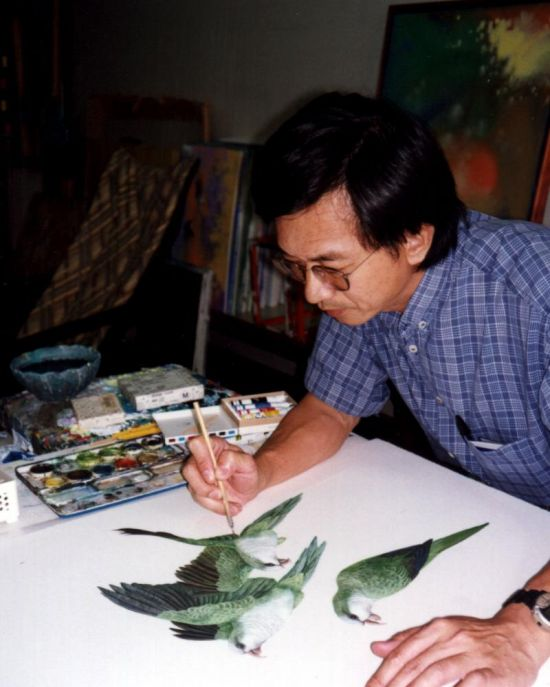
Pintando pássaros. Fotografia de divulgação do prêmio Margaret Mee de representações botânicas, em 1993.

Tai Hsuan-An (戴宣安, em pinyin: Dài Xuān'Ān) (China, 1950) é um designer, arquiteto e artista plástico brasileiro, nascido na China.
Mudou-se para o Brasil em 1965, quando ingressou na Faculdade de Arquitetura e Urbanismo da Universidade de São Paulo. Forma-se Arquiteto em 1976 e em 1977 muda-se para Goiás, ingressando no corpo docente da Faculdade de Arquitetura e Urbanismo da Universidade Católica de Goiás (atual Pontifícia Universidade Católica de Goiás).
É famoso por suas aves, tendo sido convidado para representar aves brasileiras em livros de zoologia. Em 1993 ganha o prêmio Margaret Mee por suas representações botânicas. Foi responsável pelo logotipo da Caixego, painéis em Palmas e em Goiânia. Ganhador do prêmio da III Bienal Nacional de Artes do Estado de Goiás.
Tai geralmente produz obras figurativas, mesclando o orientalismo com temas tipicamente brasileiros. Ele se inspira na realidade para compor, buscando detalhes, mas a essência de suas obras se distanciam do realismo e se aproximam mais à um lirismo único. Ainda assim, Tai não se determina em conceitos, assim como em toda sua trajetória, gosta de experimentar e transita entre vários estilos e técnicas. Tai é hoje um dos principais artistas contemporâneos de Goiás.
Atualmente leciona para o curso de Design da UCG. No Brasil, é um dos poucos especialistas na área da Biônica aplicada ao design e arquitetura. No livro "Sementes do cerrado e design contemporâneo" propõe uma analise e metodologia para o desenvolvimento de projeto de produto.

### Livros publicados
- Ideogramas e a cultura chinesa (Ed. É Realizações).
- Sementes do cerrado e design contemporâneo editora PUC GO
- Desenho e Organização Bi e Tridimensional da Forma[1]

### Prêmios e homenagens
- 1978 - Prêmio Primeira Mostra do Móvel e do Objeto Inusitado, Paço das Artes, São Paulo.
- 1993 - Primeiro Prêmio III Bienal Nacional da Arte do Estado de Goiás, Museu de Arte Contemporânea de Goiás, Goiânia.
- 1993 - Primeiro Prêmio Margaret Mee no Concurso Nacionala Pintura Botânica, Fundação Margaret Mee, Museu Nacional de Belas Artes do Rio de Janeiro.
- 1994 - Homenagem ao Artista Plástico e Arquiteto Tai Hsuan-An, Clube de Engenharia de Goiás, Goiânia.
- 2002 - Homenagem pelos alunos do Colégio Antares - UL - BRA, em Goiatuba, com o projeto Tai: Um Traço Chinês na Pintura Goiana.
- 2004 - Homenagem pelos alunos do Colégio Ávila, em Goiânia, no projeto Arca de Noé.
- 2013 - Medalha do Mérito Legislativo Pedro Ludovico Teixeira, pela Assembleia Legislativa do Estado de Goiás.
- 2015 - Título Honorífico de Cidadão Goiano, 16 de julho, pela Assembleia Legislativa do Estado de Goiás (D.O).

### Exposições

#### Individuais
- 1977 - Goiânia GO - Individual, no Salão Marrom do Hotel Bandeirante
- 1981 - Goiânia GO - Individual, na Galeria de Arte Frei Confaloni, Museu Zoroastro Artiaga
- 1985 - Brasília DF - Individual, na Contemporânea Galeria de Arte
- 1985 - Goiânia GO - Individual, na Félix Galeria de Arte
- 1986 - Goiânia GO - Individual, na Multi-Arte Galeria de Arte
- 1987 - Goiânia GO - Individual, na Casa Grande Galeria de Arte
- 1988 - Brasília DF - Individual, na IBM Brasil
- 1989 - Goiânia GO - Individual, na Casa Grande Galeria de Arte
- 1990 - Goiânia GO - Individual, no Museu de Arte Contemporânea de Goiás
- 1994 - Brasília DF - Individual, no Carlton Hotel
- 1994 - Goiânia GO - Individual, no Clube da Engenharia
- 1995 - Goiânia GO - Individual, na Casa Grande Galeria de Arte
- 1995 - Goiânia GO - Individual, na Fundação Jaime Câmara
- 1997 - Goiânia GO - Aquarelas, no Soares Center
- 1998 - Goiânia GO - Individual, na Santa Fé Galeria de Artes
- 2001 - Goiânia GO - Individual, na Fundação Jaime Câmara
- 2018 - Sichuan, CN - Diáspora, convergências e conexões em 40 anos na arte de Tai Hsuan-an, no Museu de Artes da Academia de Artes de Sichuan
- 2019 - Goiânia, GO - Diáspora, convergências e conexões em 40 anos na arte de Tai Hsuan-an, no Museu de Arte Contemporânea de Goiás
- 2022 - Goiânia, GO - Saudações, no Museu Frei Confaloni

#### Coletivas
- 1956 - China - Exposição Estudantil de Belas Artes
- 1964 - China - Exposição Estudantil de Belas Artes
- 1972 - São Paulo SP - 4º Salão Paulista de Arte Contemporânea
- 1973 - Santo André SP - 6º Salão de Arte Contemporânea de Santo André, no Paço Municipal
- 1978 - São Paulo SP - A Arte e seus Processos: o papel como suporte, na Pinacoteca do Estado
- 1978 - São Paulo SP - 1ª Mostra do Móvel e do Objeto Inusitado, Galeria Paço das Artes - premiado
- 1979 - São Paulo SP - Coletiva, na Oficina Centro Experimental de Artes
- 1980 - São Paulo SP - 12º Panorama de Arte Atual Brasileira, no MAM/SP
- 1980 - São Paulo SP - 2º Salão Brasileiro de Arte, na Fundação Bienal de São Paulo
- 1981 - Atami (Japão) - 5ª Exposição de Artes Brasil-Japão
- 1981 - Brasília DF - 3ª MARCO (Mostra de Arte e Artesanato da Região Centro-Oeste)
- 1981 - Brasília DF  - 5ª Exposição de Artes Brasil-Japão
- 1981 - Goiânia GO - Arte Livre (6º Encontro Nacional para a Formação do Arquiteto)
- 1981 - Kyoto (Japão) - 5ª Exposição de Artes Brasil-Japão
- 1981 - Rio de Janeiro RJ - 4º Salão Nacional de Artes Plásticas, na Funarte
- 1981 - Rio de Janeiro RJ - 5ª Exposição de Artes Brasil-Japão
- 1981 - São Paulo SP - 5ª Exposição de Artes Brasil-Japão
- 1981 - Tóquio (Japão) - 5ª Exposição de Artes Brasil-Japão
- 1982 - Goiânia GO - Arte Nossa/Panorama das Artes Plásticas em Goiás, no Centro Municipal de Cultura
- 1982 - Goiânia GO - Coletiva, na Galeria de Arte Jaó
- 1982 - Goiânia GO - Coletiva, no Escritório Arquitetura e Artes
- 1982 - Goiânia GO - Grande Coletiva, na Sala de Exposição do Palácio Municipal da Cultura de Goiânia
- 1982 - São Paulo SP - 15ª Exposição de Arte Contemporânea - Chapel Art Show
- 1984 - Brasília DF - Arte Goiana, no Salão Negro do Senado Federal
- 1984 - Brasília DF - Coletiva, na Contemporânea Galeria de Arte
- 1984 - Goiânia GO - Exposição de Maio, na Felix Galeria de Arte
- 1984 - Pequim (China) - Exposição Nacional de Artes dos Jovens Chineses, no Museu de Arte da China
- 1985 - Goiânia GO - 16 Maneiras de Pintar em Goiás, na Época Galeria de Arte
- 1985 - Goiânia GO - 30 Artistas Plásticos Goianos, no Salão Marrom do Hotel Bandeirantes
- 1985 - Goiânia GO - Exposição de Maio, na Félix Galeria de Arte
- 1985 - Pequim (China) - Exposição Nacional de Artes dos Jovens Chineses em Avanço, no Museu de Artes da China
- 1986 - Brasília DF - Artistas da Região do Centro-Oeste, na Contemporânea Galeria de Arte
- 1986 - Goiânia GO - Coletiva de Férias, na Casa Grande Galeria de Arte
- 1986 - Goiânia GO - Exposição de Maio, na Felix Galeria de Arte
- 1986 - Rio de Janeiro RJ - Coletiva, na Cláudio Gil Studio de Arte
- 1987 - São Paulo SP - 18 Contemporâneos, na Dan Galeria
- 1988 - Goiânia GO - 2ª Bienal de Artes de Goiás, no Museu de Arte Contemporânea de Goiânia(MAC/GO)
- 1988 - Goiânia GO - Auto-Retrato do Artista Goiano, na Multi-Arte Galeria de Arte
- 1988 - Goiânia GO - Figuras e Cores em homenagem à Criança, na Multi-Arte Galeria de Arte8
- 1988 - Goiânia GO - Goiás na Visão de Cinco Artistas, na Bauhaus Galeria de Arte
- 1988 - São Paulo SP - Artistas Chineses do Brasil, no Paço das Artes
- 1988 - São Paulo SP - Quatro Artistas Goianos, na Paulo Figueiredo Galeria de Arte
- 1988c. - Anápolis GO - Coletiva, no Museu de Artes Plásticas da Biblioteca de Anápolis
- 1988c. - Goiânia GO - Arquitetos-artistas Plásticos, no Museu de Artes de Goiânia
- 1989 - Dijon (França) - Goiás : Um olhar sobre a arte contemporânea do Brasil
- 1989 - Goiânia GO - Artistas da Universidade Católica de Goiás, na Multi-Arte Galeria de Arte
- 1989 - Goiânia GO - Coletiva, na Veiga Valle Galeria de Arte
- 1989 - Goiânia GO - Gatu - Uma Homenagem ao dia do Índio, na Casa Grande Galeria de Arte
- 1989 - Paris (França) - Goiás : Um olhar sobre a arte contemporânea do Brasil
- 1989 - Rio Verde GO - Coletiva (com Amaury Menezes e Saída Cunha), na Isabela Galeria de Arte
- 1992 - Goiânia GO - Cada Canto Um Encanto(15 artistas), na Casa Grande Galeria de Arte
- 1992 - Goiânia GO - Na Intimidade do Atelier (com Amaury Menezes, Roosevelt, Juca de Lima e D J Oliveira), na Casa Grande Galeria de Arte
- 1992 - Goiânia GO - Obras de Arte em Pequeno Formato, na Casa Grande Galeria de Arte
- 1993 - Goiânia GO - 1ª Bienal de Arte Incomum do Estado de Goiás, no no Museu de Arte Contemporânea de Goiânia
- 1993 - Goiânia GO - 3ª Bienal de Artes de Goiás, no Museu de Arte Contemporânea de Goiás
- 1993 - Goiânia GO - Aves do Brasil (exposição de dois artistas), pela comemoração da Semana Internacional do Meio Ambiente e promovida pela Secretaria do Meio Ambiente de Goiânia, no Shopping Center Bougainvile
- 1993 - Rio de Janeiro RJ - O Artístico e O Científico na Fundação Botânica Margaret Mee, no Museu Nacional de Belas Artes
- 1993 - São Paulo SP - 1º Salão Nacional de Aquarela, na Faculdade Santa Marcelina - convidado especial
- 1994c. - Goiânia GO - 1º Salão de Turismo de Goiás
- 1994c. - Goiânia GO - Coletiva, na Galeria Itinerante
- 1994c. - Goiânia GO - Coletiva, no Centro de Convenções de Goiás
- 1995 - Goiânia GO - Coletiva(com Amaury Menezes, DJ Oliveira e Gomes de Souza), na Galeria Itinerante -ACIEG
- 1997 - Boston (Estados Unidos) - Contemporary Art of Central Brazil, na Scollary Square Gallery - promoção da Galeria de Arte Itinerante
- 1997 - Brasília DF - 3ª Arte Contemporânea do Brasil Central, na Referência Galeria de Arte
- 1997 - Brasília DF - Coletiva, na Galeria de Arte Arte do Brasil Interior
- 1997 - Goiânia GO - 2ª Arte Contemporânea do Brasil Central, na CEVEL
- 1997 - Goiânia GO - Coletiva, na Santa Fé Galeria de Arte
- 1997 - Goiânia GO - Festival de Artes da Universidade Federal de Goiás, na Faculdade de Artes da Universidade Federal de Goiás (UFG)
- 1997 - Sichuan (China) - Uma Nova Visão - A Arte da América do Sul(com Saída Cunha e Rubens Matuck), no Museu de Artes da Academia de Artes de Sichuan
- 1998 - Catalão GO - 60 Artistas nos 60 Anos do Jornal O Popular, no Fórum Municipal
- 1998 - Goiânia GO - 60 Artistas nos 60 Anos do Jornal O Popular, na Fundação Jaime Câmara
- 1998 - Goiânia GO - Coletiva, na Época Galeria de Arte
- 1998 - Goiânia GO - Coletiva, na Fundação Jaime Câmara
- 1998 - Goiânia GO - O Popular 60 Anos/Projeto Cultural Casa Grande, na Fundação Jaime Câmara
- 1998 - Itumbiara GO - 60 Artistas nos 60 Anos do Jornal O Popular, na Casa de Cultura de Itumbiara
- 1998 - Rio Verde GO - 60 Artistas nos 60 Anos do Jornal O Popular, na Secretaria Municipal de Ciências, Tecnologia e Cultura. Palácio da Intendência
- 2007 - Goiânia GO - Coletiva, Os Paisagistas, na Faculdade ALFA, apoio Buena Vista e MAG
- 2016 - Goiânia GO - Coletiva, Cerrado: formas e cores, na FNAC Flamboyant (com Vinicius Yano e Milena Ribeiro).